# Mistrzostwa Świata w E-kolarstwie 2020 – mężczyźni
Mistrzostwa Świata w E-kolarstwie 2020 – mężczyźni – konkurencja wyścigu ze startu wspólnego elity mężczyzn w ramach Mistrzostw Świata w E-kolarstwie 2020, która rozegrana została 9 grudnia 2020 na liczącej 50,035 kilometra trasie.
Złoty medal zdobył Niemiec Jason Osborne, a na podium uplasowali się także Duńczycy: Anders Foldager (srebro) i Nicklas Amdi Pedersen (brąz).

## Uczestnicy

### Reprezentacje
| Reprezentacje (21)- Australia - Belgia - Kanada - Kolumbia - Dania - Francja - Wielka Brytania - Hiszpania - Niemcy - Irlandia - Włochy - Japonia - Norwegia - Nowa Zelandia - Polska - Portugalia - Południowa Afryka - Szwajcaria - Szwecja - Stany Zjednoczone - Austria |
| |

### Lista startowa
| Australia AUS | Australia AUS  | Australia AUS |
| ------------- | -------------- | ------------- |
| Nr            | Kolarz         | Miejsce       |
| 1             | William Clarke | DSQ           |
| 1             | Cooper Sayers  | 56.           |
| 1             | Nicholas White | DNF           |
| 1             | Freddy Ovett   | 8.            |
| 1             | Jay Vine       | DNF           |
| 1             | Jack Haig      | 59.           |
| 1             | Benjamin Hill  | 5.            |

| Belgia BEL | Belgia BEL            | Belgia BEL |
| ---------- | --------------------- | ---------- |
| Nr         | Kolarz                | Miejsce    |
| 2          | Julien Van Den Brande |            |
| 2          | Harm Vanhoucke        |            |
| 2          | Lionel Vujasin        |            |
| 2          | Lennert Teugels       |            |
| 2          | Thomas De Gendt       |            |
| 2          | Maximilien Picoux     |            |
| 2          | Eli Iserbyt           |            |
| 2          | Victor Campenaerts    |            |
| 2          | Jens Schuermans       |            |

| Kanada CAN | Kanada CAN               | Kanada CAN |
| ---------- | ------------------------ | ---------- |
| Nr         | Kolarz                   | Miejsce    |
| 3          | Matteo Dal-Cin           |            |
| 3          | Lionel Sanders           |            |
| 3          | Pier-André Côté          |            |
| 3          | Jordan Cheyne            |            |
| 3          | Charles-Étienne Chrétien |            |

| Kolumbia COL | Kolumbia COL   | Kolumbia COL |
| ------------ | -------------- | ------------ |
| Nr           | Kolarz         | Miejsce      |
| 4            | Rigoberto Urán |              |
| 4            | Esteban Chaves |              |

| Dania DEN | Dania DEN             | Dania DEN |
| --------- | --------------------- | --------- |
| Nr        | Kolarz                | Miejsce   |
| 5         | Nicklas Amdi Pedersen |           |
| 5         | Michael Valgren       |           |
| 5         | Anders Foldager       |           |
| 5         | Frederik Muff         |           |

| Hiszpania ESP | Hiszpania ESP       | Hiszpania ESP |
| ------------- | ------------------- | ------------- |
| Nr            | Kolarz              | Miejsce       |
| 6             | Víctor de la Parte  |               |
| 6             | Carlos Barbero      |               |
| 6             | Juan Pedro López    |               |
| 6             | Luis Ángel Maté     |               |
| 6             | Iván García Cortina |               |

| Francja FRA | Francja FRA   | Francja FRA |
| ----------- | ------------- | ----------- |
| Nr          | Kolarz        | Miejsce     |
| 7           | Jordan Sarrou |             |

| Wielka Brytania GBR | Wielka Brytania GBR | Wielka Brytania GBR |
| ------------------- | ------------------- | ------------------- |
| Nr                  | Kolarz              | Miejsce             |
| 8                   | Thomas Pidcock      |                     |
| 8                   | Andrew Tennant      |                     |
| 8                   | Max Stedman         |                     |
| 8                   | Robert Scott        |                     |
| 8                   | Edward Clancy       |                     |

| Niemcy GER | Niemcy GER       | Niemcy GER |
| ---------- | ---------------- | ---------- |
| Nr         | Kolarz           | Miejsce    |
| 9          | Jonas Rapp       |            |
| 9          | Jason Osborne    |            |
| 9          | Miguel Heidemann |            |
| 9          | Lucas Carstensen |            |
| 9          | Jonas Koch       |            |

| Irlandia IRL | Irlandia IRL     | Irlandia IRL |
| ------------ | ---------------- | ------------ |
| Nr           | Kolarz           | Miejsce      |
| 10           | Chris McGlinchey |              |

| Włochy ITA | Włochy ITA          | Włochy ITA |
| ---------- | ------------------- | ---------- |
| Nr         | Kolarz              | Miejsce    |
| 11         | Domenico Pozzovivo  |            |
| 11         | Michele Scartezzini |            |
| 11         | Francesco Lamon     |            |

| Japonia JPN | Japonia JPN     | Japonia JPN |
| ----------- | --------------- | ----------- |
| Nr          | Kolarz          | Miejsce     |
| 12          | Fumiyuki Beppu  |             |
| 12          | Nariyuki Masuda |             |

| Norwegia NOR | Norwegia NOR            | Norwegia NOR |
| ------------ | ----------------------- | ------------ |
| Nr           | Kolarz                  | Miejsce      |
| 13           | Jonas Iversby Hvideberg |              |
| 13           | Vidar Mehl              |              |
| 13           | Edvald Boasson Hagen    |              |

| Nowa Zelandia NZL | Nowa Zelandia NZL | Nowa Zelandia NZL |
| ----------------- | ----------------- | ----------------- |
| Nr                | Kolarz            | Miejsce           |
| 14                | Ollie Jones       |                   |

| Polska POL | Polska POL            | Polska POL |
| ---------- | --------------------- | ---------- |
| Nr         | Kolarz                | Miejsce    |
| 15         | Patryk Stosz          |            |
| 15         | Adam Stachowiak       |            |
| 15         | Wojciech Pszczolarski |            |
| 15         | Michał Kamiński       |            |
| 15         | Marceli Bogusławski   |            |
| 15         | Paweł Bernas          |            |

| Portugalia POR | Portugalia POR   | Portugalia POR |
| -------------- | ---------------- | -------------- |
| Nr             | Kolarz           | Miejsce        |
| 16             | Carlos Salgueiro |                |
| 16             | Jorge Magalhães  |                |

| Południowa Afryka RSA | Południowa Afryka RSA | Południowa Afryka RSA |
| --------------------- | --------------------- | --------------------- |
| Nr                    | Kolarz                | Miejsce               |
| 17                    | Ryan Gibbons          |                       |
| 17                    | Daryl Impey           |                       |

| Szwajcaria SUI | Szwajcaria SUI | Szwajcaria SUI |
| -------------- | -------------- | -------------- |
| Nr             | Kolarz         | Miejsce        |
| 18             | Lars Forster   |                |

| Szwecja SWE | Szwecja SWE      | Szwecja SWE |
| ----------- | ---------------- | ----------- |
| Nr          | Kolarz           | Miejsce     |
| 19          | Johan Norén      |             |
| 19          | Samuel Brännlund |             |
| 19          | Olof Åström      |             |

| Stany Zjednoczone USA | Stany Zjednoczone USA | Stany Zjednoczone USA |
| --------------------- | --------------------- | --------------------- |
| Nr                    | Kolarz                | Miejsce               |
| 20                    | Tanner Ward           |                       |
| 20                    | Cory Williams         |                       |
| 20                    | Tyler Williams        |                       |
| 20                    | Ryan Larson           |                       |
| 20                    | Jadon Jaeger          |                       |
| 20                    | Lawson Craddock       |                       |
| 20                    | Holden Comeau         |                       |
| 20                    | Brian Hodges          |                       |

| Austria AUT | Austria AUT     | Austria AUT |
| ----------- | --------------- | ----------- |
| Nr          | Kolarz          | Miejsce     |
| 21          | Felix Ritzinger |             |
| 21          | Moran Vermeulen |             |

| Australia AUS | Australia AUS  | Australia AUS |
| ------------- | -------------- | ------------- |
| Nr            | Kolarz         | Miejsce       |
| 1             | William Clarke | DSQ           |
| 1             | Cooper Sayers  | 56.           |
| 1             | Nicholas White | DNF           |
| 1             | Freddy Ovett   | 8.            |
| 1             | Jay Vine       | DNF           |
| 1             | Jack Haig      | 59.           |
| 1             | Benjamin Hill  | 5.            |

| Belgia BEL | Belgia BEL            | Belgia BEL |
| ---------- | --------------------- | ---------- |
| Nr         | Kolarz                | Miejsce    |
| 2          | Julien Van Den Brande |            |
| 2          | Harm Vanhoucke        |            |
| 2          | Lionel Vujasin        |            |
| 2          | Lennert Teugels       |            |
| 2          | Thomas De Gendt       |            |
| 2          | Maximilien Picoux     |            |
| 2          | Eli Iserbyt           |            |
| 2          | Victor Campenaerts    |            |
| 2          | Jens Schuermans       |            |

| Kanada CAN | Kanada CAN               | Kanada CAN |
| ---------- | ------------------------ | ---------- |
| Nr         | Kolarz                   | Miejsce    |
| 3          | Matteo Dal-Cin           |            |
| 3          | Lionel Sanders           |            |
| 3          | Pier-André Côté          |            |
| 3          | Jordan Cheyne            |            |
| 3          | Charles-Étienne Chrétien |            |

| Kolumbia COL | Kolumbia COL   | Kolumbia COL |
| ------------ | -------------- | ------------ |
| Nr           | Kolarz         | Miejsce      |
| 4            | Rigoberto Urán |              |
| 4            | Esteban Chaves |              |

| Dania DEN | Dania DEN             | Dania DEN |
| --------- | --------------------- | --------- |
| Nr        | Kolarz                | Miejsce   |
| 5         | Nicklas Amdi Pedersen |           |
| 5         | Michael Valgren       |           |
| 5         | Anders Foldager       |           |
| 5         | Frederik Muff         |           |

| Hiszpania ESP | Hiszpania ESP       | Hiszpania ESP |
| ------------- | ------------------- | ------------- |
| Nr            | Kolarz              | Miejsce       |
| 6             | Víctor de la Parte  |               |
| 6             | Carlos Barbero      |               |
| 6             | Juan Pedro López    |               |
| 6             | Luis Ángel Maté     |               |
| 6             | Iván García Cortina |               |

| Francja FRA | Francja FRA   | Francja FRA |
| ----------- | ------------- | ----------- |
| Nr          | Kolarz        | Miejsce     |
| 7           | Jordan Sarrou |             |

| Wielka Brytania GBR | Wielka Brytania GBR | Wielka Brytania GBR |
| ------------------- | ------------------- | ------------------- |
| Nr                  | Kolarz              | Miejsce             |
| 8                   | Thomas Pidcock      |                     |
| 8                   | Andrew Tennant      |                     |
| 8                   | Max Stedman         |                     |
| 8                   | Robert Scott        |                     |
| 8                   | Edward Clancy       |                     |

| Niemcy GER | Niemcy GER       | Niemcy GER |
| ---------- | ---------------- | ---------- |
| Nr         | Kolarz           | Miejsce    |
| 9          | Jonas Rapp       |            |
| 9          | Jason Osborne    |            |
| 9          | Miguel Heidemann |            |
| 9          | Lucas Carstensen |            |
| 9          | Jonas Koch       |            |

| Irlandia IRL | Irlandia IRL     | Irlandia IRL |
| ------------ | ---------------- | ------------ |
| Nr           | Kolarz           | Miejsce      |
| 10           | Chris McGlinchey |              |

| Włochy ITA | Włochy ITA          | Włochy ITA |
| ---------- | ------------------- | ---------- |
| Nr         | Kolarz              | Miejsce    |
| 11         | Domenico Pozzovivo  |            |
| 11         | Michele Scartezzini |            |
| 11         | Francesco Lamon     |            |

| Japonia JPN | Japonia JPN     | Japonia JPN |
| ----------- | --------------- | ----------- |
| Nr          | Kolarz          | Miejsce     |
| 12          | Fumiyuki Beppu  |             |
| 12          | Nariyuki Masuda |             |

| Norwegia NOR | Norwegia NOR            | Norwegia NOR |
| ------------ | ----------------------- | ------------ |
| Nr           | Kolarz                  | Miejsce      |
| 13           | Jonas Iversby Hvideberg |              |
| 13           | Vidar Mehl              |              |
| 13           | Edvald Boasson Hagen    |              |

| Nowa Zelandia NZL | Nowa Zelandia NZL | Nowa Zelandia NZL |
| ----------------- | ----------------- | ----------------- |
| Nr                | Kolarz            | Miejsce           |
| 14                | Ollie Jones       |                   |

| Polska POL | Polska POL            | Polska POL |
| ---------- | --------------------- | ---------- |
| Nr         | Kolarz                | Miejsce    |
| 15         | Patryk Stosz          |            |
| 15         | Adam Stachowiak       |            |
| 15         | Wojciech Pszczolarski |            |
| 15         | Michał Kamiński       |            |
| 15         | Marceli Bogusławski   |            |
| 15         | Paweł Bernas          |            |

| Portugalia POR | Portugalia POR   | Portugalia POR |
| -------------- | ---------------- | -------------- |
| Nr             | Kolarz           | Miejsce        |
| 16             | Carlos Salgueiro |                |
| 16             | Jorge Magalhães  |                |

| Południowa Afryka RSA | Południowa Afryka RSA | Południowa Afryka RSA |
| --------------------- | --------------------- | --------------------- |
| Nr                    | Kolarz                | Miejsce               |
| 17                    | Ryan Gibbons          |                       |
| 17                    | Daryl Impey           |                       |

| Szwajcaria SUI | Szwajcaria SUI | Szwajcaria SUI |
| -------------- | -------------- | -------------- |
| Nr             | Kolarz         | Miejsce        |
| 18             | Lars Forster   |                |

| Szwecja SWE | Szwecja SWE      | Szwecja SWE |
| ----------- | ---------------- | ----------- |
| Nr          | Kolarz           | Miejsce     |
| 19          | Johan Norén      |             |
| 19          | Samuel Brännlund |             |
| 19          | Olof Åström      |             |

| Stany Zjednoczone USA | Stany Zjednoczone USA | Stany Zjednoczone USA |
| --------------------- | --------------------- | --------------------- |
| Nr                    | Kolarz                | Miejsce               |
| 20                    | Tanner Ward           |                       |
| 20                    | Cory Williams         |                       |
| 20                    | Tyler Williams        |                       |
| 20                    | Ryan Larson           |                       |
| 20                    | Jadon Jaeger          |                       |
| 20                    | Lawson Craddock       |                       |
| 20                    | Holden Comeau         |                       |
| 20                    | Brian Hodges          |                       |

| Austria AUT | Austria AUT     | Austria AUT |
| ----------- | --------------- | ----------- |
| Nr          | Kolarz          | Miejsce     |
| 21          | Felix Ritzinger |             |
| 21          | Moran Vermeulen |             |

Legenda: DNF – nie ukończył, OTL – przekroczył limit czasu, DNS – nie wystartował, DSQ – zdyskwalifikowany.

## Klasyfikacja generalna
| \| Klasyfikacja generalna \| Klasyfikacja generalna \| Klasyfikacja generalna \| Klasyfikacja generalna \| Klasyfikacja generalna \| \| Kolarz \| Kolarz \| Państwo \| Drużyna \| Czas \| \| ---------------------- \| ----------------------- \| ---------------------- \| ---------------------- \| ---------------------- \| \| 1. \| Jason Osborne \| Niemcy \| Niemcy \| 1h 05' 15" \| \| 2. \| Anders Foldager \| Dania \| Dania \| + 1" \| \| 3. \| Nicklas Amdi Pedersen \| Dania \| Dania \| + 2" \| \| 4. \| Ollie Jones \| Nowa Zelandia \| Nowa Zelandia \| + 2" \| \| 5. \| Benjamin Hill \| Australia \| Australia \| + 2" \| \| 6. \| Lionel Vujasin \| Belgia \| Belgia \| + 2" \| \| 7. \| Matteo Dal-Cin \| Kanada \| Kanada \| + 2" \| \| 8. \| Freddy Ovett \| Australia \| Australia \| + 3" \| \| 9. \| Ryan Larson \| Stany Zjednoczone \| Stany Zjednoczone \| + 3" \| \| 10. \| Jonas Iversby Hvideberg \| Norwegia \| Norwegia \| + 3" \| |                         |                   |                   |            |
| |                         |                   |                   |            |
| |                         |                   |                   |            |
| Klasyfikacja generalna |                         |                   |                   |            |
| Kolarz | Kolarz                  | Państwo           | Drużyna           | Czas       |
| 1. | Jason Osborne           | Niemcy            | Niemcy            | 1h 05' 15" |
| 2. | Anders Foldager         | Dania             | Dania             | + 1"       |
| 3. | Nicklas Amdi Pedersen   | Dania             | Dania             | + 2"       |
| 4. | Ollie Jones             | Nowa Zelandia     | Nowa Zelandia     | + 2"       |
| 5. | Benjamin Hill           | Australia         | Australia         | + 2"       |
| 6. | Lionel Vujasin          | Belgia            | Belgia            | + 2"       |
| 7. | Matteo Dal-Cin          | Kanada            | Kanada            | + 2"       |
| 8. | Freddy Ovett            | Australia         | Australia         | + 3"       |
| 9. | Ryan Larson             | Stany Zjednoczone | Stany Zjednoczone | + 3"       |
| 10. | Jonas Iversby Hvideberg | Norwegia          | Norwegia          | + 3"       |